# مهدی واعظی
مهدی واعظی (زاده ۱۵ اسفند ۱۳۵۳ در آزادشهر) دروازه‌بان سابق فوتبال اهل ایران است.

## زندگی‌نامه
مهدی واعظی در ۱۵ اسفند ۱۳۵۳ در شهرستان آزادشهر (استان گلستان) دیده به جهان گشود. او در سال ۱۳۶۰ همراه خانواده به شهر مشهد کوچ کرده و دوران تحصیل خود را در این شهر آغاز نمود، پس از ورود به مقطع راهنمایی دوران ورزشی او شروع شد و در رشته هندبال به موفقیتهای زیادی دست یافت وی سپس با حضور در دبیرستان وارد ورزش فوتبال شد و با جذب او توسط مرحوم حسین فکری به همراه تیم فوتبال پیام مشهد در لیگ برتر کشور وارد عرصه حرفه ای فوتبال شد و برای اولین بار توسط محمد مایلی کهن از این باشگاه به تیم ملی دعوت شد او برای ادامه موفقیتهای خود با عقد قراردادی با باشگاه بهمن کرج، به این شهر نقل مکان کرد.

### باشگاه‌ها
او شروع فوتبال حرفه‌ای خود را در سطح اول فوتبال ایران با باشگاه پیام مشهد آغاز کرد. او در سال ۱۳۸۵ با عقد قراردادی دو ساله به باشگاه پرسپولیس پیوست.

### رقابت در پرسپولیس
پس از ۱ سال از حضور مهدی واعظی در پرسپولیس، باشگاه پرسپولیس اقدام به جذب حسن رودباریان دروازه‌بان اول تیم ملی فوتبال ایران در مسابقات جام ملت‌های آسیا ۲۰۰۷ نمود و بدین طریق رقابت بر سر دروازه‌بانی در پرسپولیس به اوج خود رسید. او پیوستن رودباریان به پرسپولیس را برای خود مثبت قلمداد نمود.

### دوران بین‌المللی
واعظی نخستین بازی ملی خود را در اوت سال ۲۰۰۰ برابر گرجستان انجام داد. پس از آن وی چندان به تیم ملی دعوت نشد تا این که بار دیگر در سال ۲۰۰۸ برای بازی مقابل قطر فراخوانده شد.

## مصدومیت‌ها
او در زمان عضویت در پرسپولیس، با مصدومیت‌های زیادی مواجه شد و او حتی به خاطر مصدومیت به تیم ملی فوتبال ایران با سرمربیگری علی دایی برای بازی‌های مقدماتی جام جهانی ۲۰۱۰ نیز دعوت نشد. او بعد از بازی سنتی پرسپولیس - استقلال در دور رفت لیگ برتر فوتبال ایران در فصل ۸۷–۱۳۸۶ که با تساوی ۱ بر ۱ دو تیم به پایان رسید به خاطر اشتباه فاحش حسن رودباریان دروازه‌بان تیم پرسپولیس در آن دیدار در به ثمر رسیدن گل تیم استقلال توسط امید روانخواه به عنوان دروازه‌بان اول تیم پرسپولیس در بازی‌ها به میدان رفت و با بازی‌های خوب خود توانست حسن رودباریان دروازه‌بان اصلی تیم ملی فوتبال ایران در جام ملت‌های آسیا ۲۰۰۷ را نیمکت‌نشین کند. او در بعضی از بازی‌ها تک ستاره تیم خودش بود. اما مصدومیت‌های او باعث شد در تیم پرسپولیس نیز جای خود را به رودباریان دهد.

## دوپینگ
در تاریخ ۹ اردیبهشت ۱۳۸۵ زمانی که مهدی واعظی در عضویت تیم پیکان و هم چنین تیم ملی فوتبال ایران بود، در تمرینات تیم ملی فوتبال ایران که قبل از جام جهانی آلمان برگزار می‌شد از او نمونه‌گیری برای دوپینگ به عمل آمد و با اعلام مثبت بودن نتیجه آزمایش دوپینگ او، وجود ماده ممنوع متابولیت یا نشانه‌های آن در نمونه بیولوژیک او مشاهده شد و با استناد به ماده ۱۳ (بند ۲ و بخش الف) آیین‌نامه ستاد مبارزه با دوپینگ، واعظی به مدت ۶ ماه از حضور در تمامی مسابقات و در تمام سطوح محروم شد.
این حکم محرومیت با حضور خود واعظی، نماینده کادر پزشکی پیکان و نمایندگان باشگاه پیکان و در حضور سایر افراد حاضر در جلسه به آن‌ها ابلاغ شد. مدت محرومیت واعظی ۶ ماه تعیین شد و این محرومیت از تاریخ نمونه‌گیری یعنی ۱۳۸۵/۲/۹ به مدت ۶ ماه اعمال شد.
بعد از این اتفاق، مهدی واعظی با تنظیم شکواییه‌ای و ارائه آن به کیومرث هاشمی سرپرست وقت فدراسیون فوتبال خواستار لغو حکم محرومیت خود شد. وی که رونوشت این نامه را به سازمان تربیت بدنی نیز ارسال کرد، اعلام کرد: بدون آگاهی و در اردوی تیم ملی از داروی غیرمجاز استفاده کرده و مستحق چنین حکمی نیست.

## افتخارات
- پرسپولیس

لیگ برتر
- لیگ برتر ایران: قهرمان (۱ بار): ۸۷–۱۳۸۶